# Lygocoris piceicola
Lygocoris piceicola är en insektsart som beskrevs av Kelton 1971. Lygocoris piceicola ingår i släktet Lygocoris och familjen ängsskinnbaggar. Inga underarter finns listade i Catalogue of Life.